# El exilio
El Exilio (en inglés: Exile; pronunciado /ˈɛɡˌzaɪəl/) es una novela de espada y brujería escrita por R. A. Salvatore publicada por TSR, Inc. en 1990. Publicada en español por Timunmas con traducción Alberto Coscarelli en 2005. Segunda novela de la serie literaria El elfo oscuro, cuenta la historia del drow Drizzt Do'Urden y se ambientada en los Reinos Olvidados. En esta Drizzt se enfrenta a un exilio solitario y peligroso en las vastas y laberínticas cavernas que se extienden bajo la superficie de Faerûn.

## Argumento
El Exilio recoge la historia de Drizzt Do'urden diez años después La morada. Drizzt ha sido exiliado de su ciudad natal, y ha llegado a vivir en el Underdark, donde está perdiendo la cabeza lentamente debido a la soledad. Mientras tanto, la familia de Drizzt ha comenzado una búsqueda por él, dándose cuenta de que su muerte es la única manera de recuperar el favor de Lolth.
La historia comienza 10 años después de los hechos del primer libro La morada, durante estos 10 años Drizz't ha estado en la infraoscuridad cazando para sobrevivir, sin contacto con nadie hasta el punto de perder la noción del tiempo, El libro se basa en la persecución de la Matrona Malicia a su hijo Drizz't a través de la antipoda oscura llevando a Drizz't a la ciudad de Svirneblis Bligestone, a la ciudad illita de la que no se sabe su nombre, hasta que al final acaba huyendo a la superficie al final del libro.

## Personajes
- Drizz't Do'Urden: Protagonista de la historia, es un joven drow de nobles ideales obligado a vivir en la maligna sociedad de Menzoberranzan.
- Zaknafein Do'Urden: Padre de Drizzt y maestro de armas de la Casa Do'Urden, en este libro es convertido por malicia en un semimuertoviviente para matar a Drizz't con el conjuro "Zincarla".
- Malicia Do'Urden: Madre de Drizzt y Matrona de la Casa Do'Urden, es muy cruel y ambiciosa, durante el libro se concentra en la persecución de su hijo para matarlo y conseguir el favor de Lloth.
- Belwar Dissengulp: Es un enano de las profundidades residente el Bligestone que ya apareció en el primer libro al cual cortaron las dos manos, este acompañara a Drizz't durante casi todo el libro.

## Espacio
La novela se desarrolla en la región llamada Antípoda Oscura; también conocida como la Infraoscuridad. Esta es una enorme región subterránea debajo del continente Faerûn. La ciudad fue construida por la sociedad drow; estos son elfos oscuros cuya religión se centra en el culto a la diosa araña Lolth. Esta ciudad es un lugar que esencialmente fomenta el comportamiento malvado legal como norma.

## Temática
En esta novela el autor teje una narrativa absorbente que explora la lucha interna de Drizzt por mantener su integridad y sus valores en un entorno inherentemente malvado. El aislamiento y la constante amenaza de las criaturas de la Infraoscuridad, así como el recuerdo persistente de su pasado y su familia, lo ponen a prueba de maneras inimaginables. La novela se convierte en un estudio profundo del personaje, mostrando su fortaleza, su compasión y su inquebrantable sentido de la justicia, incluso en la más absoluta oscuridad.

## Adaptaciones
La novela fue adaptada al cómic en Forgotten Realms: Exile #1, Forgotten Realms: Exile #2 y Forgotten Realms: Exile #3. Estos fueron publicados por Devil's Due Publishing y contaban con guion del propio Salvatore y dibujo de Tim Seeley; quien alterna portadas con Tyler Walpole.